# Aéroport de Zavodske
L'aéroport de Zavodske est situé à Simferopol et desservant Simferopol de la république de Crimée.

## Historique
Créé en 1914 pour la société de construction d'avion Anatra. Il dispose de trois piste en herbe et cinq hélipads goudronnés.

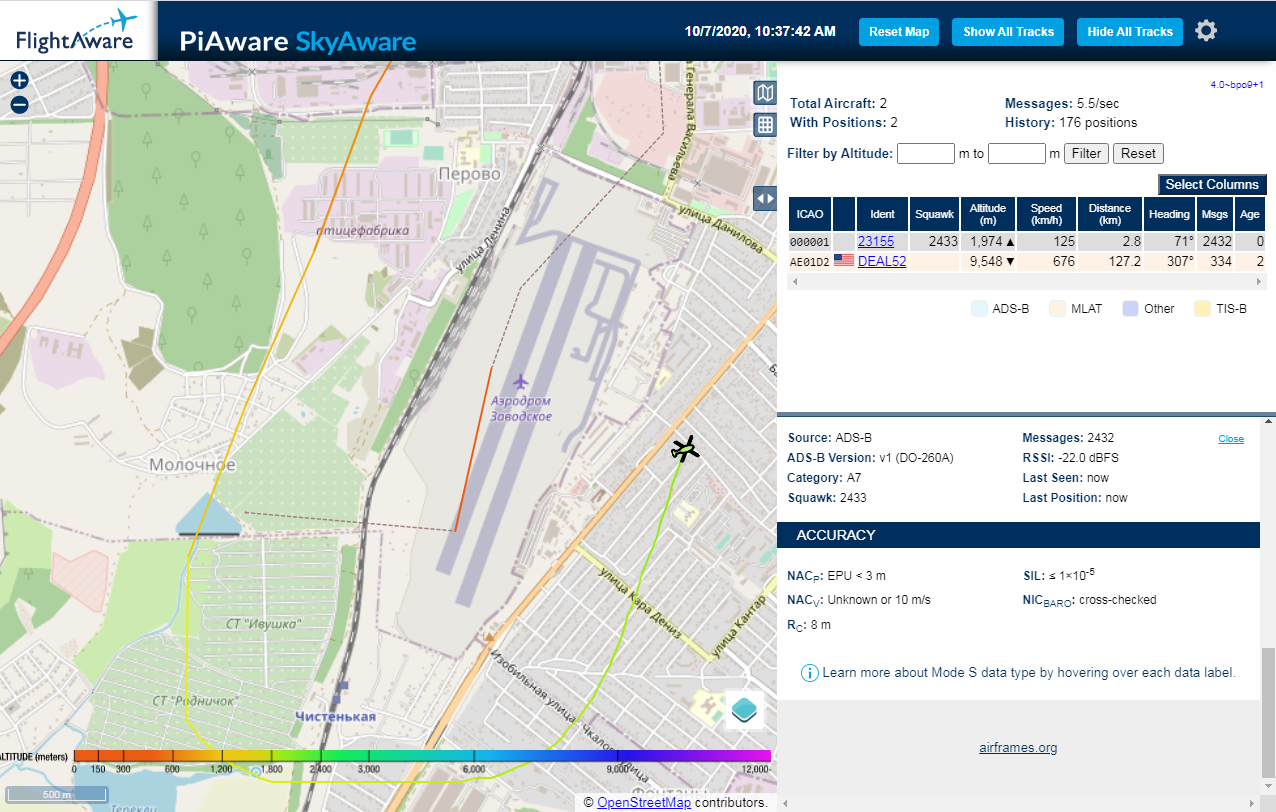
Les pistes.
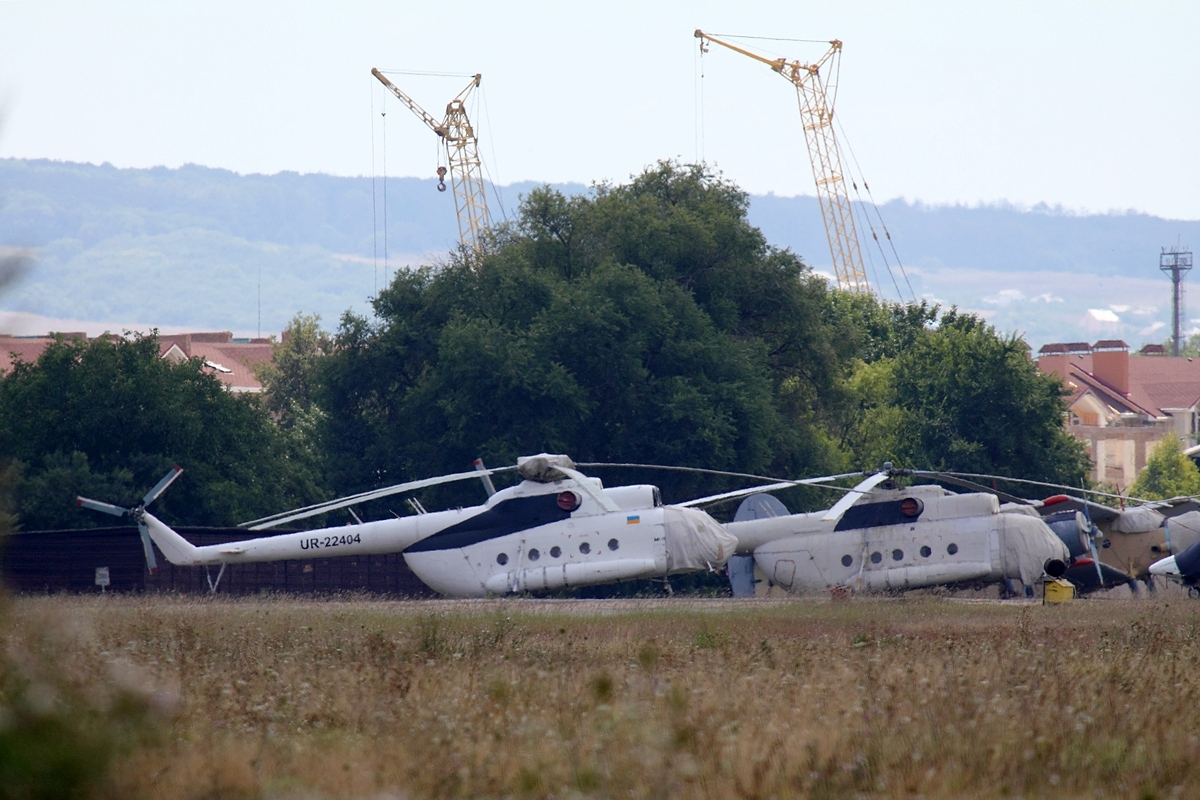
Hélicoptères en 2011.
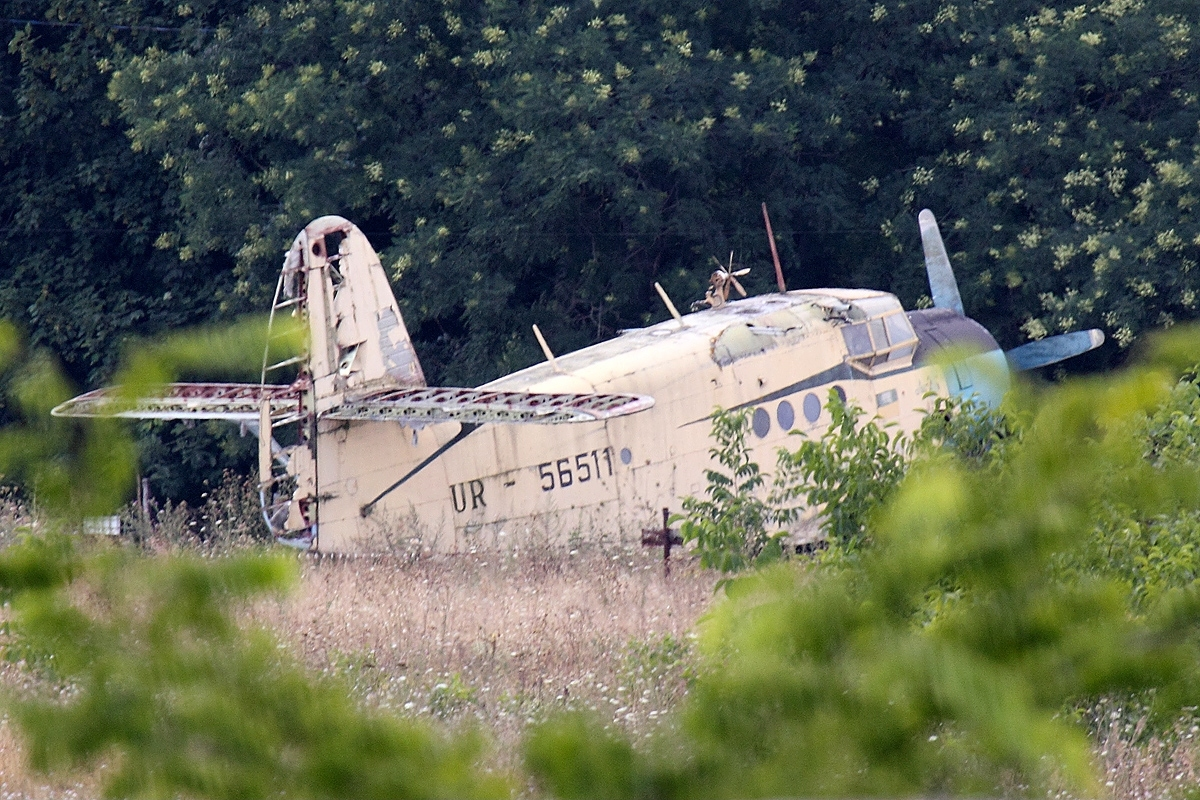
Un Antonov 2 hors d'usage.